# Pastiglie (singolo)
Pastiglie è un singolo promozionale dei Prozac+, pubblicato nel maggio 1996 su CD dalla Vox Pop.

## Il singolo
All'interno del disco è presente una sola canzone, Pastiglie, che parla dell'uso e dell'abuso delle pastiglie, non solo intese come MDMA, ma anche rispetto all'abuso di farmaci.
Il disco è stato distribuito solamente ai concerti e ne sono state stampate solo 300 copie.

## Tracce
1. Pastiglie – 3:06